# ژاقسیقیلیش
ژاقسیقیلیش (به قزاقی: Zhaksykylysh) یک دریاچه در قزاقستان است که در بیابان آرال قره‌قوم واقع شده‌است.